# Benjamin Akzin
Benjamin Akzin (en hebreo: בנימין אקצין‎); (Riga, Imperio ruso, 6 de mayo de 1904 – Israel, 1985) fue uno de los primeros activistas sionistas y, posteriormente, profesor israelí de derecho.

## Biografía
Akzin nació en 1904 en Riga, Letonia, en ese entonces bajo dominio imperial ruso. En 1926, a la edad de 22 años, recibió un doctorado en ciencias políticas de la Universidad de Viena, en 1929 un doctorado en derecho de la Universidad de París, y a principios de la década de 1930 otro doctorado en derecho de la Universidad de Harvard.
Fue seguidor de Ze'ev Jabotinsky y participó activamente en el movimiento revisionista, donde se desempeñó como secretario de Jabotinsky. Tras la ruptura de Jabotinsky con la Organización Sionista y su fundación de la Nueva Organización Sionista (NZO), Akzin se desempeñó como jefe de la división política de la NZO desde 1936 hasta 1941.
A fines de la década de 1930, Akzin viajó a los Estados Unidos para completar un tercer doctorado en la Universidad de Harvard. En 1940, la NZO envió a Akzin a Washington para conformar un gripo de presión a favor del estado judío. Pasó un período en el departamento legal de la Biblioteca del Congreso y luego fue designado para un puesto en el personal de la Junta de Refugiados de Guerra (WRB), que había sido establecida por el presidente Franklin D. Roosevelt en 1944, bajo la presión de los Estados Unidos de los activistas judíos en el Congreso de los Estados Unidos y el Departamento del Tesoro. En 1944, cuando el WRB comenzó a recibir informes de deportaciones masivas de judíos a las cámaras de gas en Auschwitz y Birkenau, Akzin presentó un memorándum al WRB en el que pedía a los EE. UU. el bombardeo de las vías de tren que conducían a los campamentos. Aunque Akzin persistió en sus esfuerzos para que se tomaran tales medidas, sus propuestas fueron rechazadas por la administración estadounidense, al menos en parte, porque la misma idea había sido rechazada previamente por las principales organizaciones judías, incluido el Congreso Judío Estadounidense y la Agencia Judía, cuyas juntas directivas, con David Ben Gurion en la presidencia, votó unánimemente en contra de la propuesta el 11 de junio de 1944. De 1945 a 1947, Akzin se desempeñó como asesor político y luego secretario del Comité de Emergencia Sionista de EE. UU.
En 1949, Akzin emigró a Israel y se incorporó a la Facultad de Derecho de la Universidad Hebrea de Jerusalén como profesor de derecho constitucional y relaciones internacionales. Se desempeñó como decano de la facultad en los periodos 1951-54, 1956-58 y 1961-63. En 1950, fundó el Departamento de Ciencias Políticas de la Facultad de Ciencias Sociales de la Universidad Hebrea y se desempeñó como director del departamento hasta principios de la década de 1960. 
Más tarde, Aktzin fue uno de los fundadores de la Universidad de Haifa del que fue su primer rector.

## Premios y distinciones
- En 1967, Akzin recibió el Premio Israel de Jurisprudencia.[4]

## Trabajos seleccionados
- Problemas fundamentales del derecho internacional público (1929)
- El Mandato de Palestina en la práctica (1939)
- Estudios del Derecho (editor), Scripta Hierosolymitana, vol. V (Prensa Magnes de la Universidad Hebrea, 1958)
- Nuevos Estados y Organizaciones Internacionales (1955)
- El papel de los partidos en la democracia israelí (1961)
- Torat ha-Mishtarim (1963)
- Estado y nación (Anchor Books, 1964)
- El estatus político de los judíos de la diáspora (Instituto de judíos contemporáneos, 1966)
- Sugyot ha-Mishpat u-ve-Medina'ut (1966)
- De Riga a Jerusalén (la Biblioteca de la Organización Sionista Mundial, 1989) - autobiografía publicada después de su muerte